# Annona billbergii
Annona billbergii este o specie de plante angiosperme din genul Annona, familia Annonaceae, descrisă de Robert Elias Fries. Conform Catalogue of Life specia Annona billbergii nu are subspecii cunoscute.